# Рик Естли
Ричард Пол Естли (енгл. Richard Paul Astley; Мерзисајд, 6. фебруар 1966) енглески је певач, аутор песама и музичар.

## Биографија
Ричард Пол Естли рођен је у малом рударском градићу у Енглеској тачно између Ливерпула и Манчестера. Крајем осамедсетих година издао је хит-албум који га је избацио на сам врх популарности са обе стране океана. У 26. години живота, на врхунцу популарности, престао је да пева и издаје албуме. Тада се посветио супрузи и ћерци коју је са њом добио.

## Дискографија

### Студијски албуми
- (1987)
- (1988)
- (1991)
- (1993)
- (2001)
- (2005)
- 50 (2016)
- (2018)
- (2019)